# Stadtrandsiedlung (Österreich)

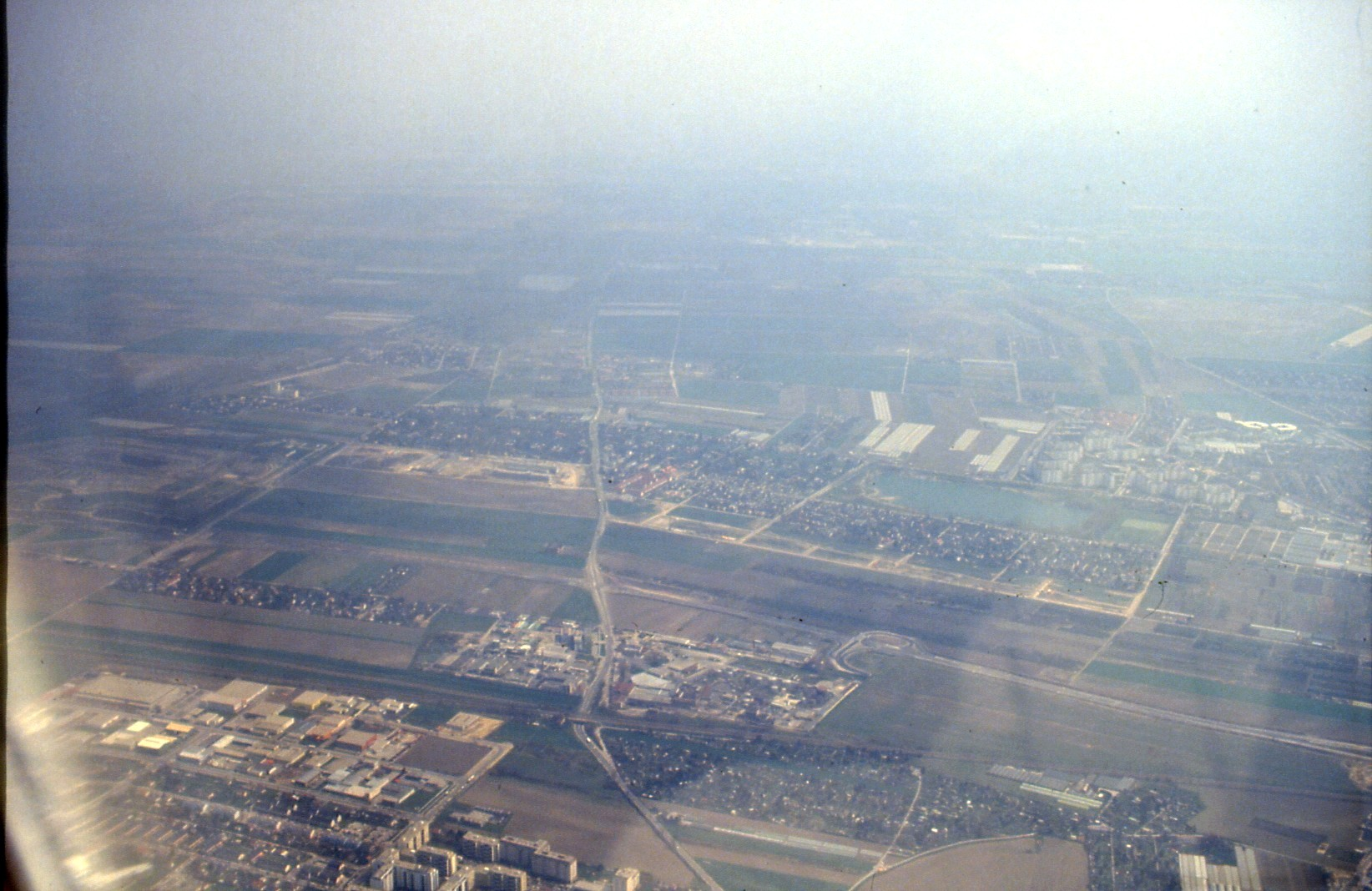
Luftaufnahme von Wien-Breitenlee mit der Stadtrandsiedlung

Die Stadtrandsiedlungen sind staatlich geförderte Wohnsiedlungen, die zwischen 1932 und 1937 im Zuge der Randsiedlungsaktion der christlichsozial geführten Bundesregierung entstanden und von gemeinnützigen Wohnbaugenossenschaften und Gemeinden erbaut wurden. Oft werden bzw. wurden sie örtlich Dollfußsiedlung genannt.

## Geschichte
Infolge der Wirtschaftskrise in der Zwischenkriegszeit herrschten in Österreich eine große Arbeitslosigkeit, Wohnungsnot und Armut. Um diesen Umständen entgegenzuwirken, beschloss die österreichische Bundesregierung 1932 die Errichtung von Stadtrandsiedlungen, dies wurde im Ständestaat fortgesetzt. Insgesamt 340 Siedlungen entstanden bis 1937 in ganz Österreich. Die größten Siedlungen befinden sich in Wien, bedeutender waren aber jene in Graz, Linz, Klagenfurt, Salzburg und St. Pölten.
Politisch gesehen war diese Aktion auch eine Gegenmodell der Christlichsozialen zum Gemeindebauwesen des Roten Wien. Es sollte vorrangig für Arbeitslose und Kurzarbeiter, vor allem kinderreiche Familien eine nachhaltige Verbesserung ihrer sozialen Lage durch weitgehende Selbstversorgung, ähnlich einem Häusler, geschaffen werden. Dies war auch vom christlichsozialen Gedanken von der Hilfe zur Selbsthilfe getragen. Dieses Modell sah den Erwerb von Haus- und Grundbesitz vor, der durch persönliche Arbeitsleistung beim Hausbau (Robot) und langfristiger, auf bis zu 40 Jahre Laufzeit angelegte, rückzahlbarer finanzieller Hilfe, geförderter Kredite, bewerkstelligt wird.
Architektonisch sind diese Siedlungen zum Unterschied von anderen Einfamilienhaussiedlungen von einem einheitlichen Erscheinungsbild geprägt und daher meist als Ensemble wahrzunehmen. Einige dieser Häuser wurden in Holzbauweise ausgeführt.
Heute sind einige Stadtrandsiedlungen von Verdichtung und Abbruch bedroht, da von politischer und denkmalpflegerischer Seite wenig Interesse für den Erhalt dieser Bauensembles besteht.

## Stadtrandsiedlungen im Einzelnen

### Dornbirn

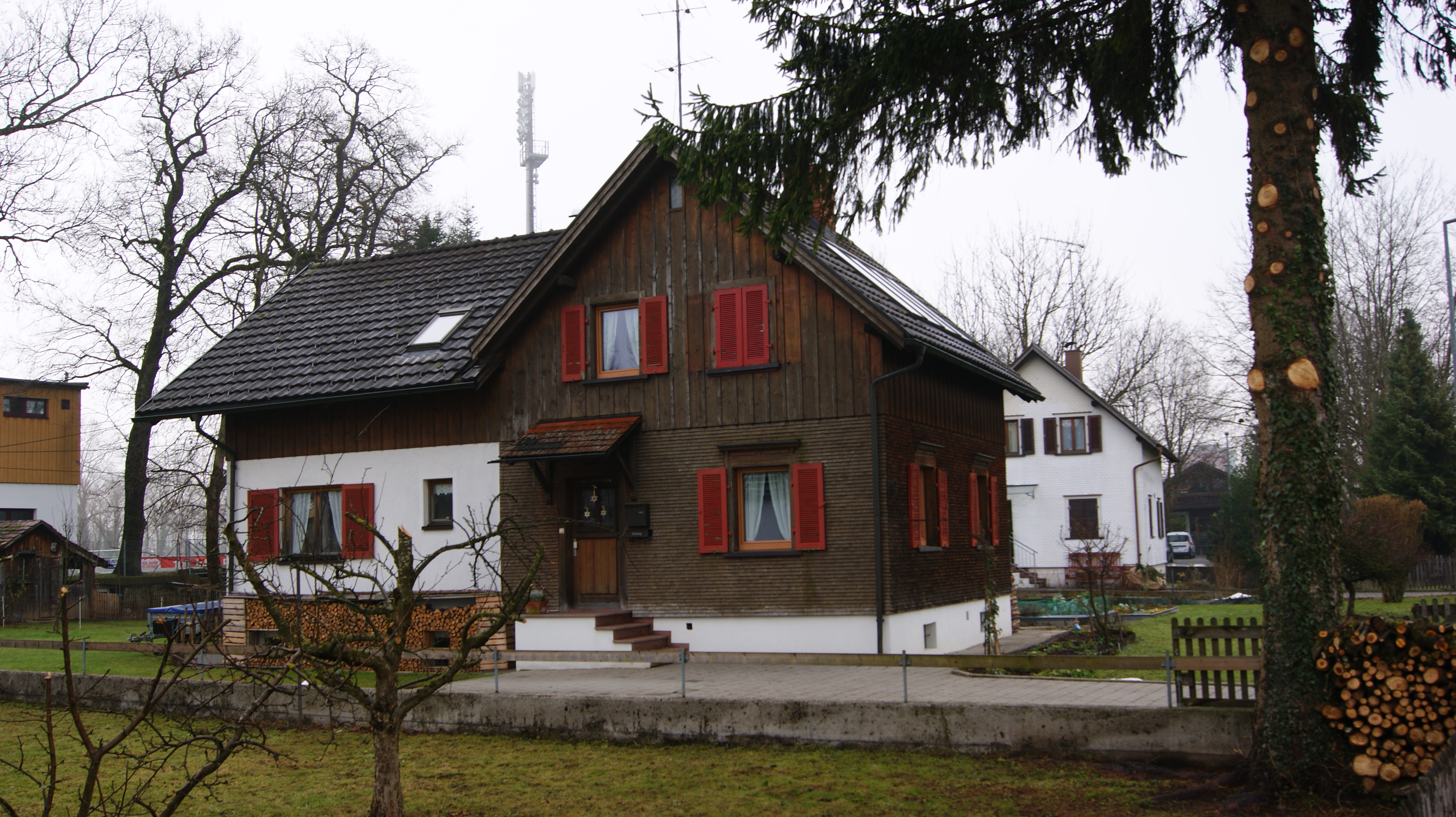
Dornbirn-Birkenwiese

Siedlung Birkenwiese (Dollfußsiedlung), Siedlung Im Forach, Siedlung Im Porst

### Graz
In Graz befindet sich im Bezirk Gries eine Stadtrandsiedlung im Bereich Amselgasse/Adalbert-Stifter-Gasse, die vom Sezessionsarchitekten Eugen Székely geplant wurde. Diese ist heute noch erhalten.

### Innsbruck
Sieglanger Siedlung (Dollfußsiedlung)

### Linz

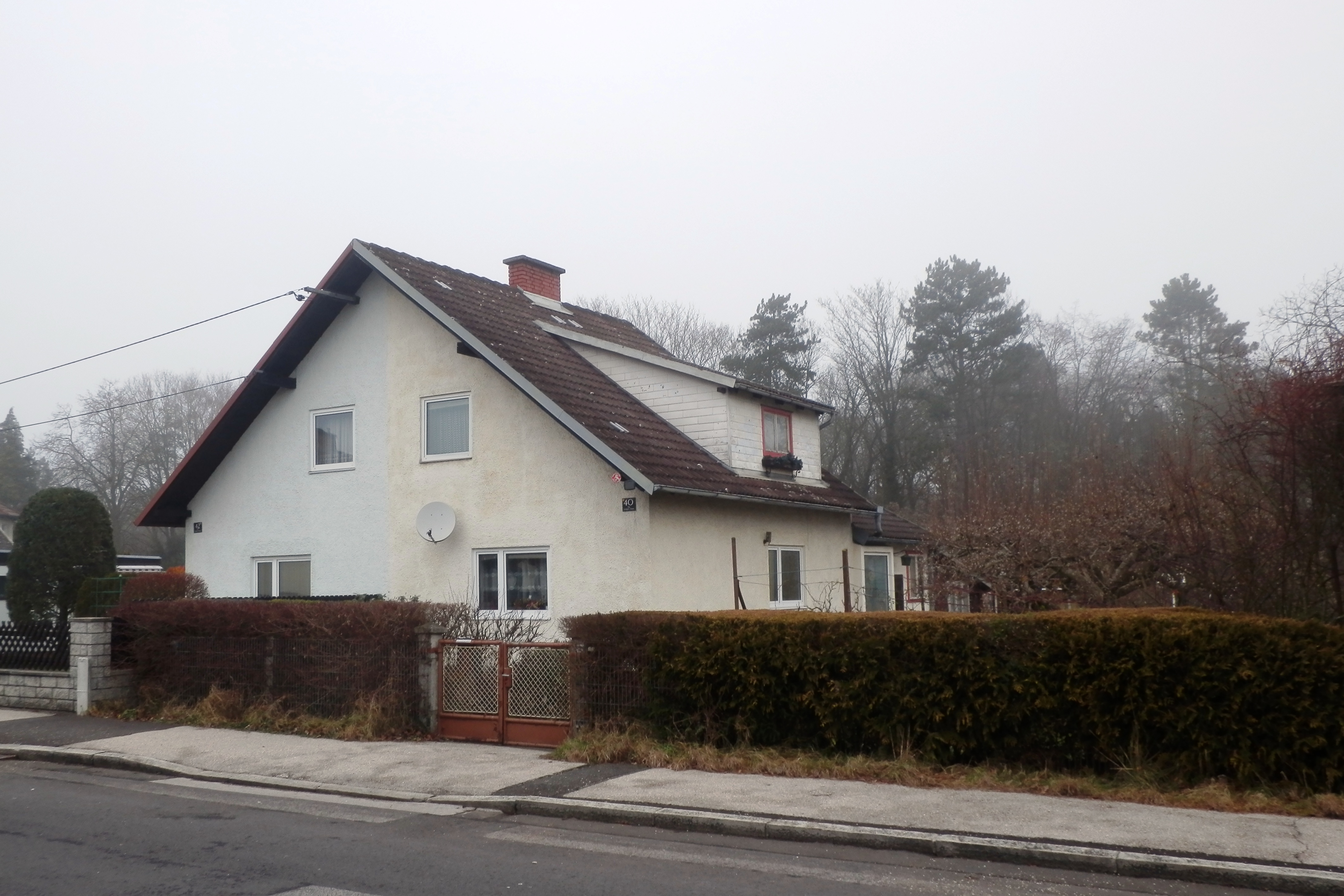
Linz-Schörgenhub

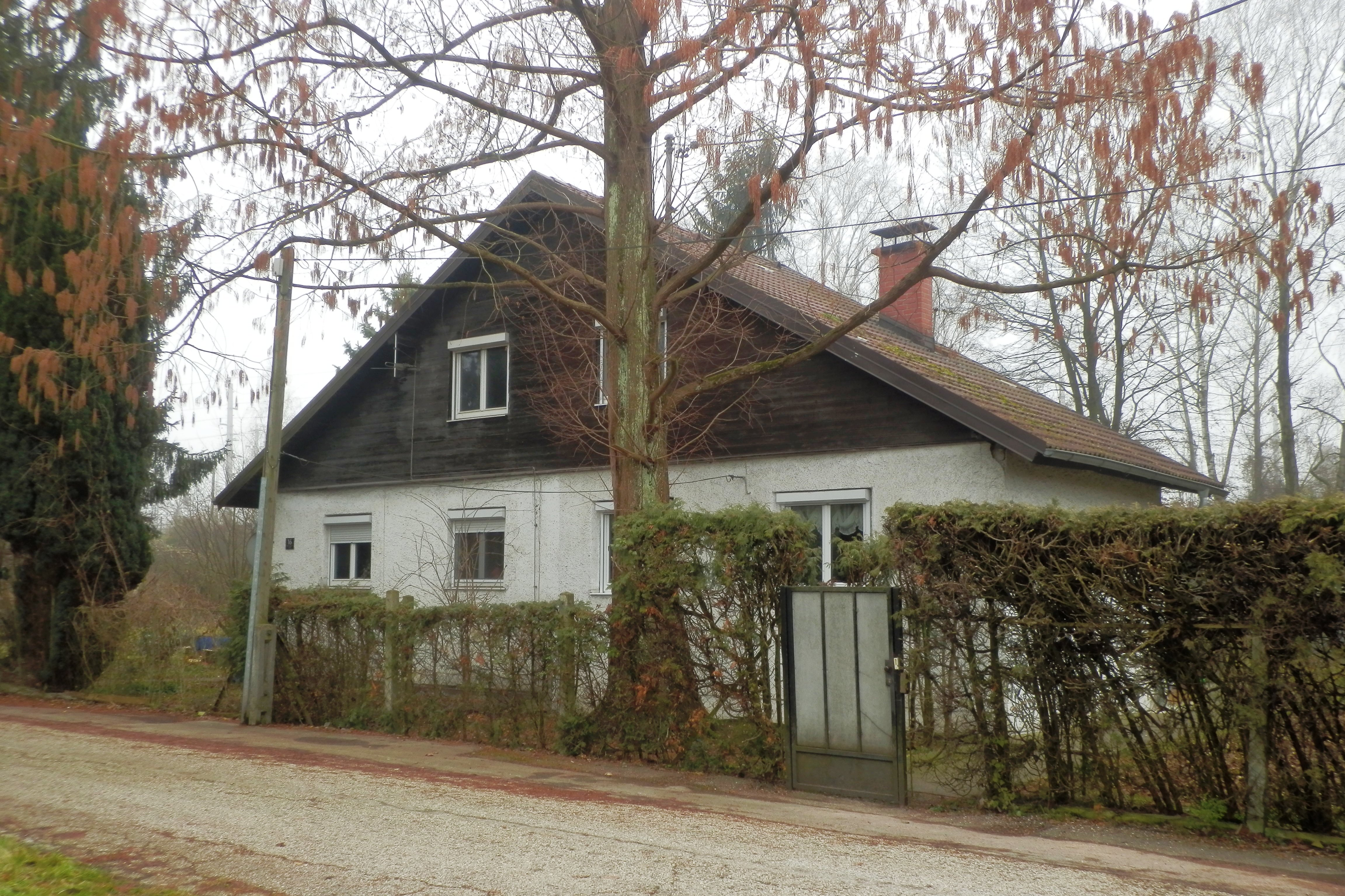
Linz-Demantsiedlung Kleinmünchen (das letzte noch erhaltene Haus)

In Linz wurden die größten Stadtrandsiedlungen in St. Peter/Zizlau errichtet, außerdem in Scharlinz-Wasserwald und Schörgenhub-Hütterland.
St. Peter/Zizlau
Im ehemaligen Stadtteil St. Peter entstanden die größten Linzer Stadtrandsiedlungen, die abseits des St. Peterer Ortszentrums in verschiedenen Lagen nach Plänen von Hans Arndt, Isidor Demant und Paul Theer errichtet wurden, so existierten die Ing.-Demant-Siedlung Neue Welt, die Siedlung der christliche Arbeiter und Angestellten im Osten der Westbahn (etwa auf Höhe Scharlinz/Wahringerstraße), die Ing.-Demant-Siedlung Kleinmünchen und die Dr.-Jungwirth-Siedlung weiter südlich, ebenfalls im Osten der Westbahn. Von letzterer sind noch wenige Häuser in der Strattnerstraße und Gaisbergerstraße erhalten. Alle anderen Bauten wurden ab 1938 von den Nationalsozialisten im Zuge der Errichtung der Hermann-Göring-Werke (VÖEST) abgebrochen, und die Menschen in andere Stadtteile zwangsweise umgesiedelt.
Scharlinz-Wasserwald
Im Bereich Salzburger Straße/Lißfeldstraße/Brunnenfeldstraße befindet sich eine Stadtrandsiedlung, die noch teilweise erhalten ist. Diese ist nicht zu verwechseln mit der von Curt Kühne 1920 erbauten Reihenhaussiedlung in der Haydnstraße.
Stadtrandsiedlung Schörgenhub (Hütterland)
Die Siedlung wurde vom Architekten Hans Arndt geplant. Im Bereich Dauphinestraße/Im Hütterland/Am Steinbühel ist die Siedlung noch weitgehend erhalten.

### Salzburg
In Maxglan wurde die Kendlersiedlung (Engelbert-Dollfuß-Siedlung) errichtet. In Hallwang und Itzling entstanden weitere Stadtrandsiedlungen.

### St. Pölten
In St. Pölten entstand 1933/35 die Dollfußsiedlung (heute Hubert-Schnofl-Siedlung) mit mehr als 200 Häusern als größte Stadtrandsiedlung außerhalb Wiens.

### Wien
Aspern
Diese 1934 unter dem christlichsozialen Bürgermeister Richard Schmitz erbaute Siedlung Mittleres Hausfeld/An den alten Schanzen wurde vom Architekten Richard Bauer (geb. 1897), teilweise mit Johann Franz Würzl, geplant.
Breitenlee
1934 nach Plänen von Hermann Stiegholzer und Herbert Kastinger im Bereich Breitenleer Straße/Ziegelhofstraße/Rautenweg errichtet.
Hirschstetten
Die einfachen Holzhäuser wurden 1934/35 von Architekt J. Proksch im Bereich Plankenmaisstraße/Rittersporngasse/Hyazinthengasse erbaut.
Leopoldau
In Leopoldau entstand die erste, 1932 nach Plänen von Richard Bauer im Bereich Triestinggasse/Schererstraße/Oswald-Redlich-Gasse errichtete Siedlung. 1934/35 wurde sie um die Nordrandsiedlung erweitert. Heute sind nur mehr wenige Originalhäuser erhalten.

## Kritik
Kritisiert wurde diese Form des sozialen Wohnbaus von den Sozialdemokraten, die Stadtrandsiedlungen als völlig unzureichend sahen und ihrerseits den Bau von Arbeitermietwohnblöcken als Gemeindebauten forcierten.